# Chalidż al-Hammamat
Chalidż al-Hammamat (arab. خليج الحمامات) – zatoka Morza Śródziemnego, położona u wybrzeży Tunezji, na południowy wschód od półwyspu Al-Watan al-Kibli. U brzegów zatoki leżą miasta Hammamet, Monastyr oraz Nabul. Na terenie zatoki prowadzono wydobycie ropy naftowej. Większość terenu zatoki zajmuje płytkie morze szelfowe o głębokości wynoszącej poniżej 200 metrów.